# Ојлер-Маскеронијева константа
Ојлер-Маскеронијева константа (или само Ојлерова константа) је математичка константа која се појављује у анализи и теорији бројева, а обично се означава малим грчким словом γ (гама).
Дефинише са као гранична разлика између хармонијског низа и природног логаритма:
{\displaystyle \gamma =\lim _{n\rightarrow \infty }\left(\sum _{k=1}^{n}{\frac {1}{k}}-\ln(n)\right)=\int _{1}^{\infty }\left({1 \over \lfloor x\rfloor }-{1 \over x}\right)\,dx.}
Овде ⌊x⌋ означава највећи претходни цео број. Нумеричка вредност константе, до на 50 децимала, је
0,57721566490153286060651209008240243104215933593992….
{\displaystyle \gamma } не би требало мешати са основом природног логаритма, e, која се понекад назива Ојлеровим бројем.

## Објављене децимале
Ојлер је најпре одредио вредност константе на 6 децимала. Затим је, 1781, израчунао додатних десет. Лоренцо Маскерони је покушао да одреди 32 децимале, али је направио грешку почев са двадесетом, пошто је добио ...1811209008239, док је исправна вредност ...0651209008240.
| година | број децимала  | аутор                                    |
| ------ | -------------- | ---------------------------------------- |
| 1734   | 5              | Леонард Ојлер                            |
| 1735   | 15             | Леонард Ојлер                            |
| 1790   | 19             | Лоренцо Маскерони                        |
| 1809   | 22             | Јохан Георг фон Золднер                  |
| 1811   | 22             | Карл Фридрих Гаус                        |
| 1812   | 40             | Фридрих Бернхард Готфрид Николај         |
| 1857   | 34             | Кристијан Фредрик Линдман                |
| 1861   | 41             | Лудвиг Етингер                           |
| 1867   | 49             | Вилијам Шанкс                            |
| 1871   | 99             | Џејмс В. Л. Глејшер                      |
| 1871   | 101            | Вилијам Шанкс                            |
| 1877   | 262            | Џ. К. Адамс                              |
| 1952   | 328            | Џон Вилијам Ренч јуниор                  |
| 1961   | 1050           | Хелмут Фишер и Карл Целер                |
| 1962   | 1,271          | Доналд Кнут                              |
| 1962   | 3,566          | Дура В. Свини                            |
| 1973   | 4,879          | Вилијам А. Бајер and Мајкл С. Вотерман   |
| 1977   | 20,700         | Ричард П. Брент                          |
| 1980   | 30,100         | Ричард П. Брент & Едвин Матисон Макмилан |
| 1993   | 172,000        | Џонатан Мајкл Борвајн                    |
| 2009   | 29,844,489,545 | Александер Џ. Ји и Рејмонд Чен           |